# Dominique Hoàng Minh Tiến
Dominique Hoàng Minh Tiến (Bảo Lộc, 7 gennaio 1969) è un vescovo cattolico vietnamita, dal 18 dicembre 2021 vescovo di Hưng Hóa.

## Biografia

### Infanzia e formazione
Dominique Hoàng Minh Tiến è nato il 7 gennaio 1969 a Bảo Lộc nella provincia di Lam Dong, in una famiglia piuttosto povera di agricoltori con 8 figli. Ha studiato filosofia e teologia a Hô Chí Minh dal 1992 al 1998 e successivamente ha lavorato nell'economato e nell'episcopio e svolto volontariato pastorale nella parrocchia di Thiện Lộc fino al 2003. Nel 2004 è entrato nel seminario maggiore di Sao Biển a Nha Trang dove ha frequentato i corsi complementari di filosofia e teologia e in seguito ha studiato teologia pastorale presso l'East Asian Pastoral Institute dell'Università Ateneo de Manila nelle Filippine. Nel 2009 si è recato negli Stati Uniti d'America per completare gli studi di teologia nel Saint Charles Borromeo Seminary dell'arcidiocesi di Filadelfia, conseguendo il Master of Arts in teologia con specializzazione in ecclesiologia.

### Ministero sacerdotale
È stato ordinato presbitero il 14 febbraio 2006 dal vescovo Antoine Vũ Huy Chương, incardinandosi nella diocesi di Hưng Hóa. Dopo l'ordinazione sacerdotale è stato per un anno, tra il 2006 e il 2007, vicario parrocchiale di Nỗ Lực. Dopo il periodo trascorso all'estero per lo studio, al ritorno in patria ha prestato servizio presso l'economato diocesano ed è stato nominato segretario del vescovo e responsabile del pre-seminario, venendo in seguito nominato presidente della commissione diocesana per le vocazioni. È stato poi parroco di Sơn Lộc e vicario generale della diocesi di Hung Hoá.

### Ministero episcopale
Il 18 dicembre 2021 papa Francesco lo ha nominato vescovo di Hưng Hóa. Ha ricevuto l'ordinazione episcopale il 14 febbraio 2022 per imposizione delle mani del vescovo Antoine Vũ Huy Chương. Nell'ottobre dello stesso anno è stato eletto presidente del comitato per l'evangelizzazione della conferenza episcopale vietnamita per il triennio 2022–2025.

## Genealogia episcopale e successione apostolica
La genealogia episcopale è:
- Cardinale Scipione Rebiba
- Cardinale Giulio Antonio Santori
- Cardinale Girolamo Bernerio, O.P.
- Arcivescovo Galeazzo Sanvitale
- Cardinale Ludovico Ludovisi
- Cardinale Luigi Caetani
- Cardinale Ulderico Carpegna
- Cardinale Paluzzo Paluzzi Altieri degli Albertoni
- Papa Benedetto XIII
- Papa Benedetto XIV
- Papa Clemente XIII
- Cardinale Marcantonio Colonna
- Cardinale Giacinto Sigismondo Gerdil, B.
- Cardinale Giulio Maria della Somaglia
- Cardinale Carlo Odescalchi, S.I.
- Cardinale Costantino Patrizi Naro
- Cardinale Lucido Maria Parocchi
- Papa Pio X
- Papa Benedetto XV
- Papa Pio XII
- Cardinale Eugène Tisserant
- Papa Paolo VI
- Arcivescovo Angelo Palmas
- Vescovo Pierre Nguyễn Huy Mai
- Vescovo Paul Nguyễn Văn Hòa
- Vescovo Antoine Vũ Huy Chương
- Vescovo Dominique Hoàng Minh Tiến

La successione apostolica è:
- Vescovo Paul Nguyễn Quang Đĩnh (2025)